# Павле III Цариградски
Павле III Цариградски је био цариградски патријарх у периоду од 687. до 693. године. Цариградска патријаршија га поштује као светитеља
Павле III је сазвао и предводио Васељенски сабор у Трулу, који је одржан у Цариграду 692. године. У време док је он био патријарх у Атини је отворен Партенон.

## Биографија
Извори нам говоре врло мало о прошлости Павла III . Ипак, зна се да је Павле пре избора за патријарха имао чин асекретиса на царском двору, највишу улогу у секретаријату палате. Павле је био лаик школован у високој школи.
Акти Трећег цариградског сабора (680-681) или Шестог васељенског сабора помињу постојање асекретиса који носи титулу глориосус, што сугерише да је он на челу колегија асекретиса. Иако је то тешко потврдити, није мало вероватно да је Павле имао овај чин за време Трећег цариградског сабора, пошто се носилац титуле у изворима потписује „Паул“. Ова улога би му омогућила да буде близак цару Јустинијану II и да се сматра идеалним кандидатом за патријаршиски престо попут Тарасија (784-806) и Нићифора (806-815) који су носили ову исту титулу пре него што су постали патријарси.
Павле III је изабран за патријарха у јануару 685. године. Организовао је Трулски сабор 691-692. године, председавао њиме у одсуству цара Јустинијана и потписао његове каноне, све у сарадњи са њим.
Био је патријарх до 20. августа 694. године.

## Верски сукоби и период криза
Цар Јустинијан II је наредио папи Сергију I 692. године да оде у Цариград, али су га од царског посланика браниле милиције Равене и Рима. Двојица папиних сарадника су ухапшена, али папа Сергије I није попустио пред покушајем застрашивања Јустинијана II.
После неуспеха сабора и сукоба између Јустинијана II и папе Сергија, цар је свргнут, а Византијско царство је упало у озбиљан период кризе. Арапи су без великих потешкоћа упали на територију Византије, а неорганизованост у Царству се погоршавала, посебно због ексцентричности и неспретности цара.

## Наслеђе
Павле III се приклонио канонима Сабора у Трулу, био је један од главних актера у настанку сукоба између цара Јустинијана II и папе Сергија I и допринео је прихватању Дионисија Александријског као новог канонског ауторитета.
Цариградска патријаршија га је канонизовала у лику светитеља, а спомен му се обележава 30. септембра.